# Dolichowithius simplex
Dolichowithius simplex är en spindeldjursart som beskrevs av Beier 1932. Dolichowithius simplex ingår i släktet Dolichowithius och familjen Withiidae. Inga underarter finns listade i Catalogue of Life.